# Mathis Lachuer
Mathis Lachuer (Amiens, 31 de agosto del 2000) es un futbolista francés que juega como centrocampista en el CD Mirandés de la Segunda División de España.

## Trayectoria
Formado en el Amiens SC, debuta con el primer equipo el 2 de febrero de 2021 al entrar como suplente en la segunda mitad de una derrota por 2-0 frente al Pau FC en la Ligue 2. El 20 de octubre de 2021 renueva su contrato con el club hasta 2024.El 18 de agosto de 2023 se oficializa su fichaje por el CD Mirandés de la Segunda División de España.

## Clubes
Actualizado al último partido disputado el 30 de marzo de 2024.
| Club         | País    | Año       | Partidos | Goles |
| ------------ | ------- | --------- | -------- | ----- |
| Amiens SC II | Francia | 2019-2023 | 13       | 1     |
| Amiens SC    | Francia | 2021-2023 | 73       | 0     |
| CD Mirandés  | España  | 2023-act. | 18       | 1     |